# Taraxacum laetecolorans
Taraxacum laetecolorans — вид квіткових рослин з родини айстрових (Asteraceae). Вид зростає в Європі: Швеція, Польща; це багаторічна рослина помірних біомів.